# Molise
Molise (nápolyiul Mulise) (IPA: [moˈliːze]) egy olaszországi régió, Abruzzo, Lazio, Campania és Puglia régiók valamint az Adriai-tenger közé ékelődve. Székhelye Campobasso város.

## Földrajz

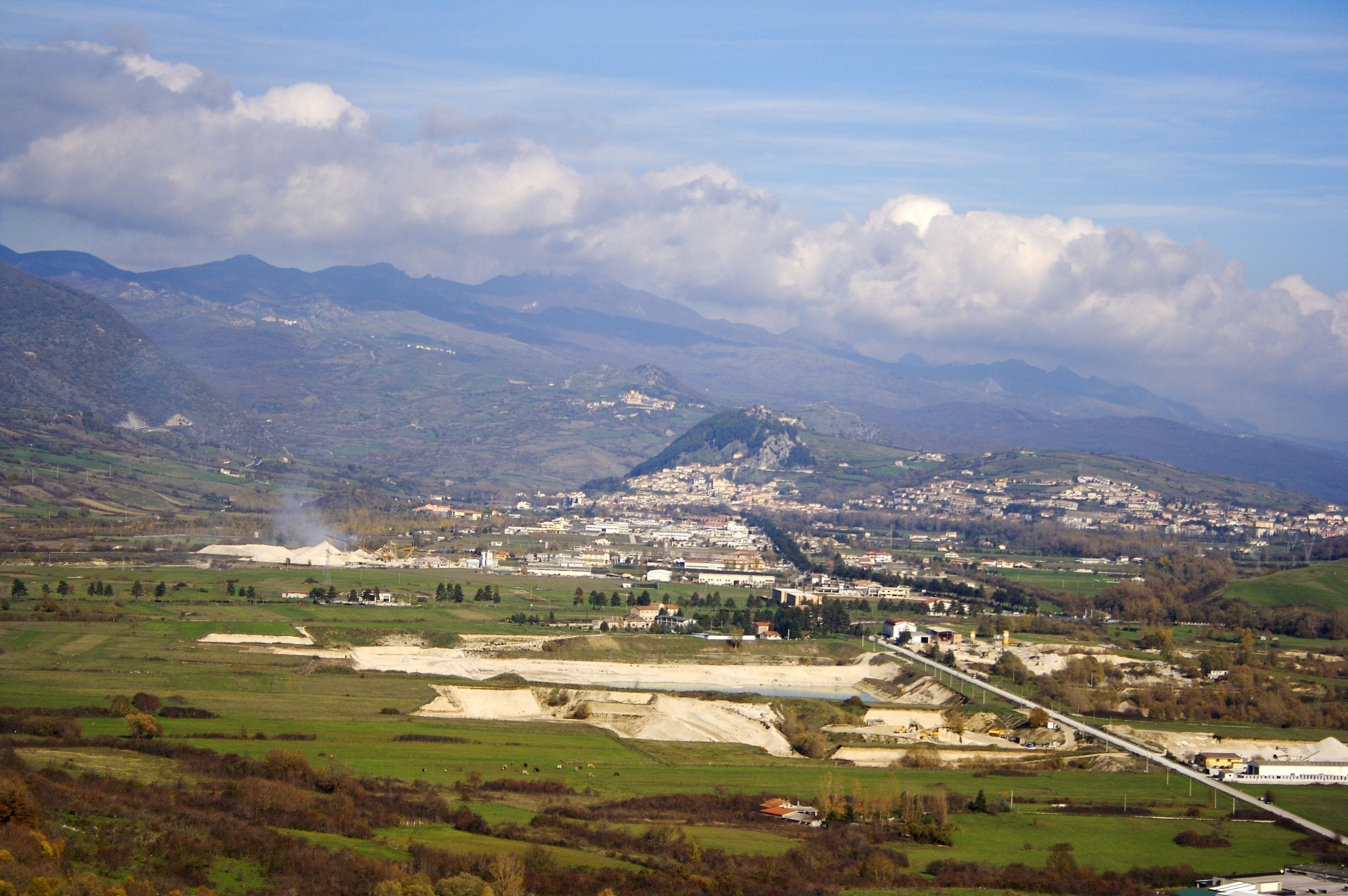
A Sangro völgye

Molise régiót északnyugaton Abruzzo, nyugaton Lazio, délen Campania, délkeleten Puglia régió határolja. Északkeleten az Adriai-tengerre van kijárata.
A régiót három hegylánc szeli át: északon a Meta-hegység, melynek folytatása déli irányban a Matese-hegység. A hegységeket a Volturno és Sangro folyók völgye választja el. A két völgy közötti hágó, a Bocca di Forli képezi a határt a Déli-Appenninek és a Középső-Appenninek között. A tengerparttal párhuzamosan a Monti Frentani vonulata húzódik. A hegyvonulatok között kiterjedt dombvidékek húzódnak, síkságok csak a nagyobb folyók völgyeiben és a tengerparton találhatók. A tengerpartja sziklás, természetes kikötői nincsenek.
A régiót rövid, gyorsfolyású és nagy vízhozamú folyók szelik át, melyek energiáját elektromos áram előállítására felhasználják. A legfontosabb folyók: Biferno, Sangro (az Adriai-tengerbe torkollnak) valamint a Volturno (a Tirrén-tengerbe torkollik). Állóvizei közül a legjelentősebb a mesterséges Guardialfiera-tó (a Biferno völgyében) valamint az Occhito-tó (a Fortore völgyében).
A régió éghajlata mediterrán jellegű: száraz nyarakkal, enyhe telekkel, de csapadékosabb, ami a hegyvidékek klímaalakító hatásának tudható be.

## Története
A mai Molise területének első lakosai a szamniszok voltak, akik több mint négyszáz éven át uralták a vidéket, míg az i. e. 3 században a rómaiak meghódították őket. Ebben az időben a térség jelentős központjai Bovianum, Terventum, Saepinum és Fagifulae voltak.
A Nyugatrómai Birodalom bukása után, 476-ban a mai Molise területét az észak felől érkező gótok foglalták el, majd 572-ben a Pavia vidékéről érkező longobárdok hódították meg és csatolták a Beneventói Hercegséghez. A 9. században az Adriai-tenger partvidékén portyázó szaracénok kifosztották és felégették a vidék legnagyobb településeit (Isernia, Sepino, Bojano és Venafro). A 10. század elején a vidéken kilenc grófság osztozott: Venafro, Larino, Trivento, Boiano, Isernia, Campobasso, Termoli, Sangro és Pietrabbondante.
1095-ben a normannok megszerezték a legbefolyásosabb grófságot, Boianót. Első uralkodója I. Mulhousei Hugó volt, akit  a vidék névadójaként tartanak számon. Utódja II. Hugó megszerezte a többi grófság feletti hatalmat és ezzel 1144-ben Molise grófja lett. A 16. században az apuliai Capitanata része lett. 1806-ban megyei jogot szerzett és Abruzzo régióhoz csatolták. A mai régió nyugati része 1806–1862 között a Terra di Lavoro része volt.
A régió területe számos véres összecsapás színhelye volt a második világháború során, hiszen a németek itt építették ki a védelmi vonalukat, a Gusztáv-vonalat. A szövetséges csapatok súlyos veszteségek árán Termoli mellett szálltak partra 1943 szeptemberében.
Molisét 1963-ban alapították az Abruzzi és Molise történelmi régió kettéválasztásával. Olaszország legfiatalabb régiója. Ekkor még csak egy megyéje volt: Campobasso. Isernia 1970-ben született.

## Közigazgatás

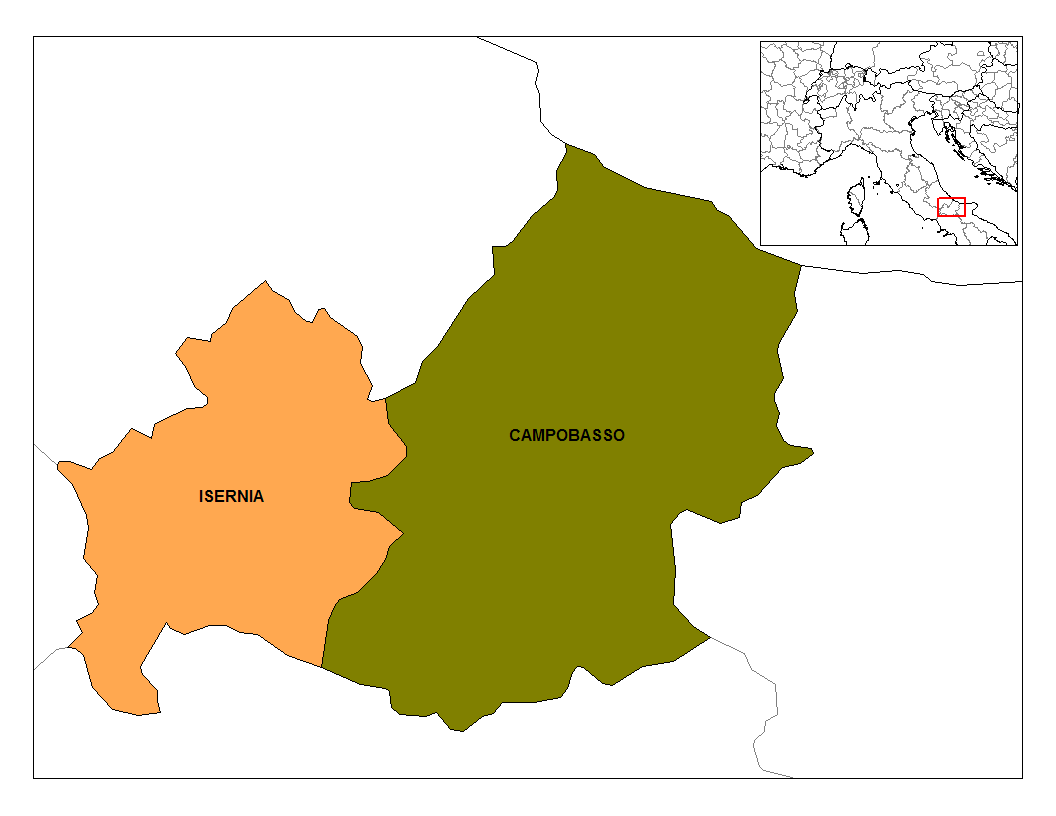
Molise megyéi

Molise területe két megyére van osztva: 
- Campobasso (Provincia di Campobasso)
- Isernia (Provincia di Isernia)

## Népesség
A lakosság számát tekintve Molise az utolsó előtti régió Olaszországban (csak Valle d'Aostának kisebb a népessége). Ugyanakkor a népsűrűség is kisebb az olaszországi átlagnál, ami elsősorban a kedvezőtlen földrajzi viszonyoknak, valamint a 20. század elején megindult kivándorlási hullámoknak tudható be. A legsűrűbben lakott vidékek Campobasso város környéke, valamint a tengerpart.

### Kisebbségek
Moliseban kis számú albán és horvát kisebbség él. Az itt élő albánok egy régi nyelvjárást, az arberes nyelvet beszélik és ortodox vallásúak.Elsősorban Campomarino, Ururi, Portocannone és Montecilfone területén élnek. A horvátok kb. 2500-an vannak, és a horvát što nyelvjárás i-ző változatát használják, a molisei nyelvet. Fontosabb horvát falvak: Acquaviva Collecroce (Kruč), San Felice del Molise (Štifilić), Montemitro (Mundimitar).

## Fő látnivalók
természeti látnivalók:
- Abruzzo-Molise-Lazio Nemzeti Park

kulturális helyszínek:
- Agnone középkori vasöntődéi
- Filignano mészkőépítményei a thóloszok
- La Pineta ősember-lelőhely Iserniában
- az ókori Venafrum romjai Venafro területén
- Campobasso belvárosa és vára
- Termoli óvárosa és strandja
- Busso belvárosa és várának romjai
- Duronia normann kastélya
- az ókori Larinum romjai Jelsi területén
- az ókori Fagifulae romjai Monacilioni mellett

## Gazdaság
A molisei gazdaság vezető ágazata a mezőgazdaság: gabona- és burgonyatermesztés, valamint kisebb mértékben olajfa- és szőlőültetvények. Az ipar fejletlen. Jelentősebb ipar egyedül Termoli városában található, amelynek fejlődését mesterséges kikötője segíti. Larino mellett földgáz-kitermelés folyik. A turizmus szintén fejletlen, és elsősorban Larino és Termoli környékére koncentrálódik.

## Közlekedés

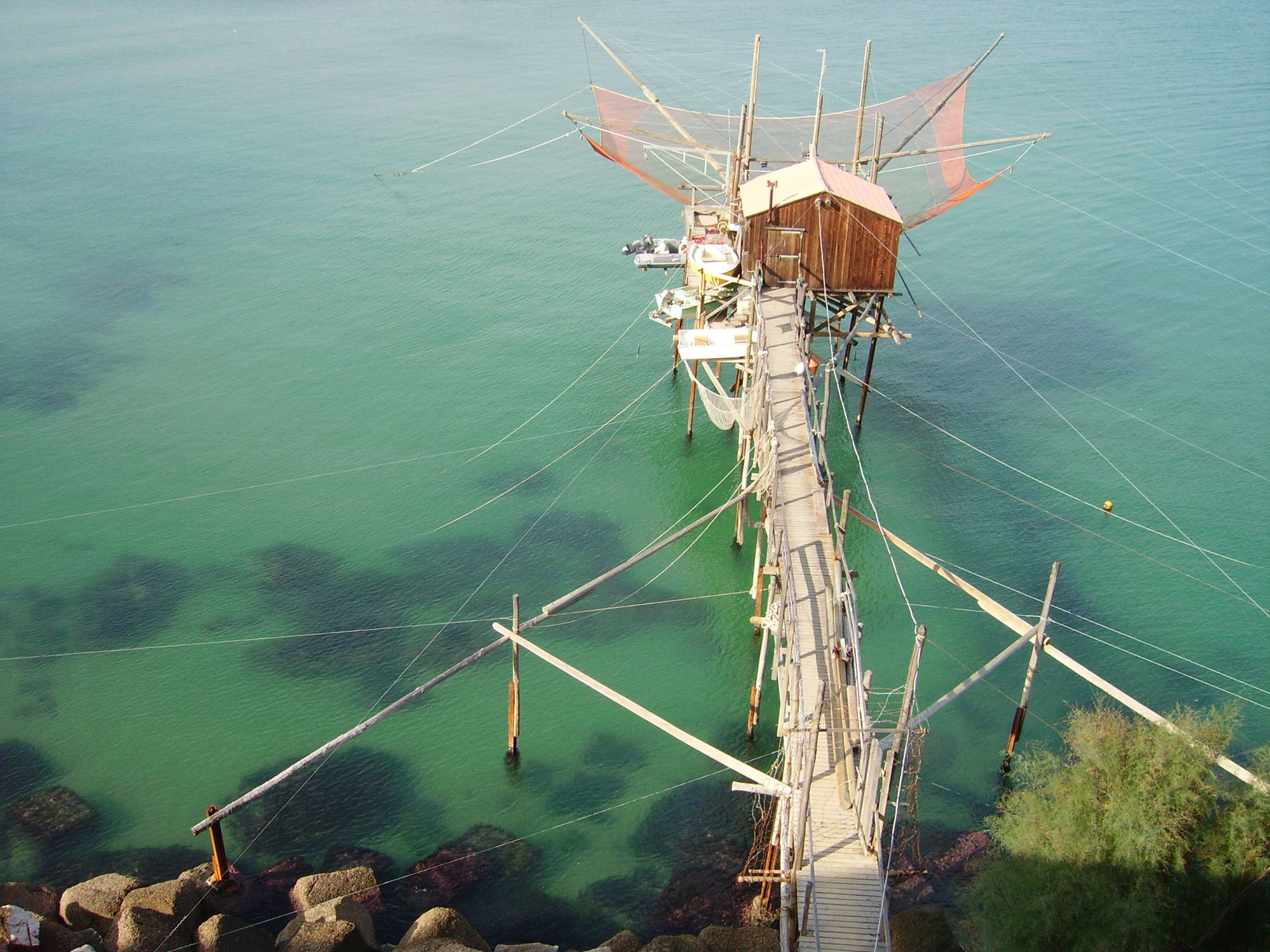
Halászmóló Termoliban

A régió fő közlekedési útvonala az Adriai-tenger partjával párhuzamosan futó A14-es autópálya, amely Pescarát köti össze Barival. Ezzel párhuzamosan vasútvonal is fut. Egy másik jelentős vasútvonal Termolit köti össze Campobassóval és Beneventóval. Egyetlen kikötője Termoliban található.

## Híres emberek
- Fred Bongusto, énekes
- Enrico D'Ovidio, matematikus
- Benito Jacovitti, képregény-rajzoló
- Francesco Jovine, író

## Galéria

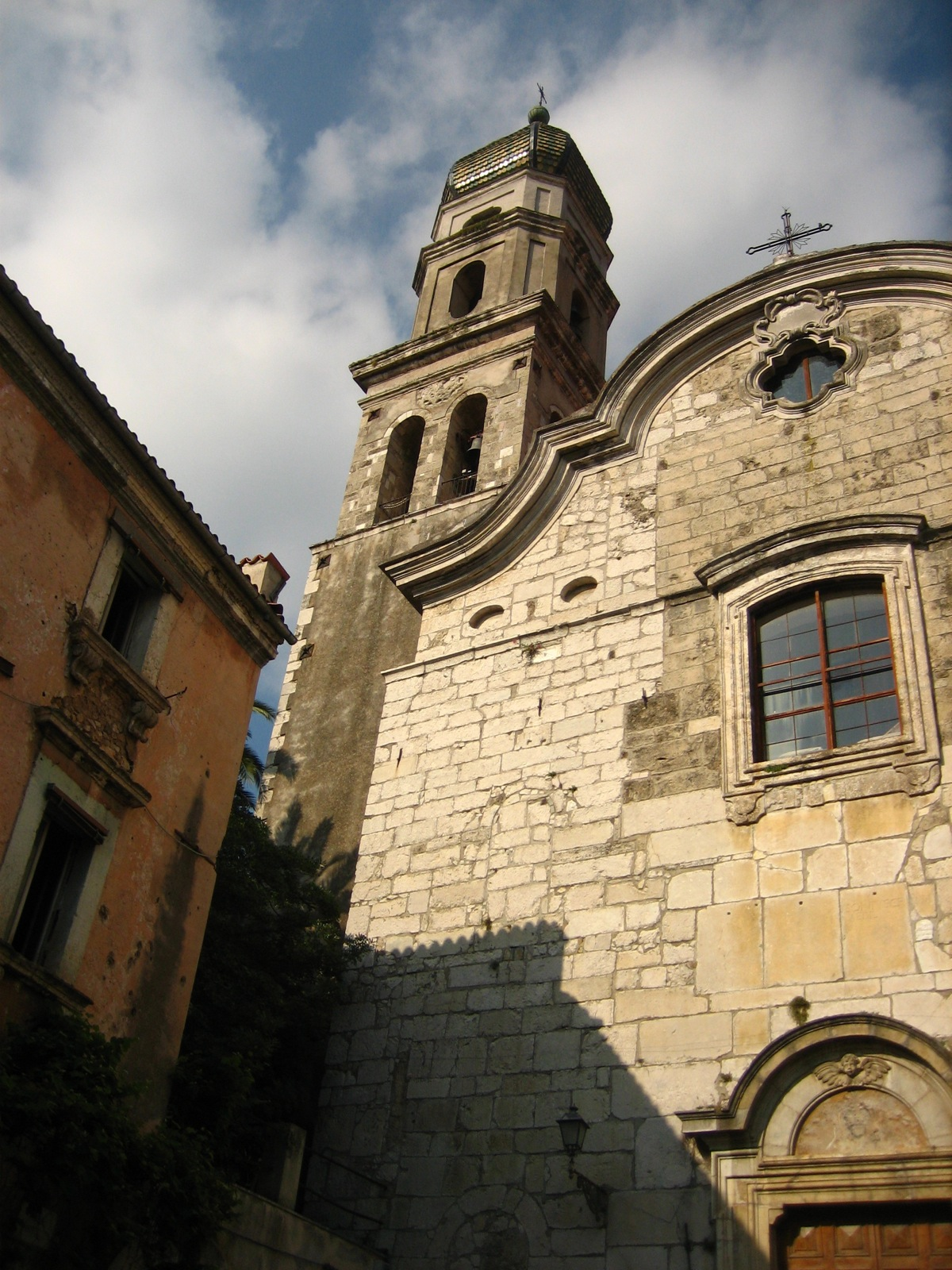
Venafro
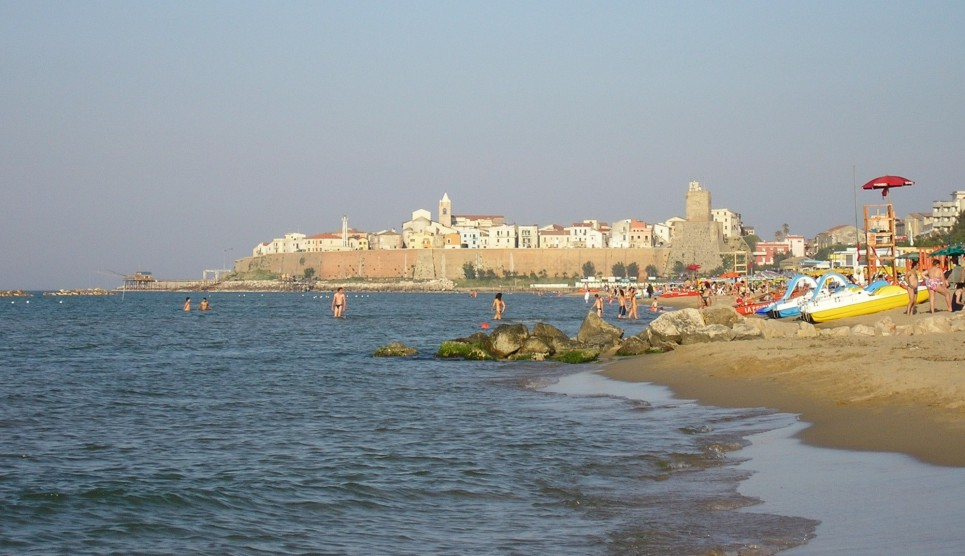
Termoli
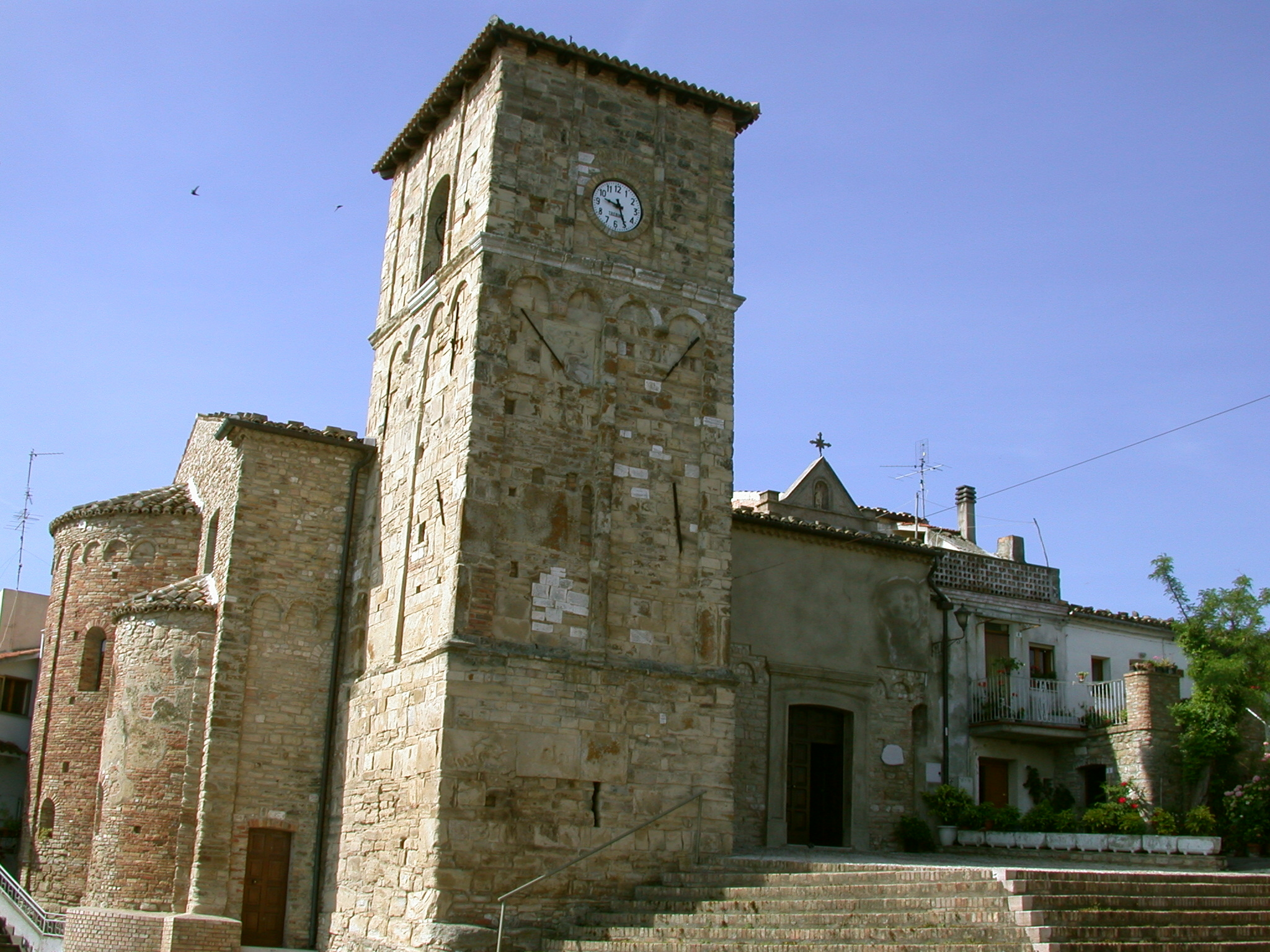
Petacciato
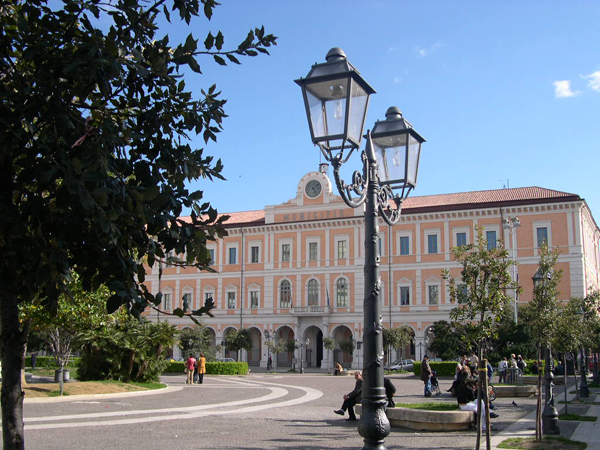
A campobassói városháza

## Külső hivatkozások
- Hivatalos honlap Archiválva 2002. április 2-i dátummal a Wayback Machine-ben (olaszul)
- Molise Città